# 营救协定

已批准
已签字但未批准

《营救宇宙航行员、送回宇宙航行员和归还发射到外层空间的物体的协定》，简称《营救协定》，是一项规定各国在太空营救方面的权利和义务的国际协定。该协议是在1967年12月19日联合国大会上以协商一致方式通过的（第2345（XXII）号决议）。它于1968年12月3日生效。其条款详细阐述了1967年《外层空间条约》第五条中的救援条款。尽管《营救协定》比《外层空间条约》第五条中的救援条款更加具体和详细，但仍然存在措辞含糊和可能出现不同解释的问题。

## 历史
联合国大会于1967年12月19日通过第2345（XXII）号决议通过了《营救协定》文本。该协定于1968年4月22日开放签署，并于1968年12月3日生效。截至 2022年1月，已有98个国家批准了《营救协定》，23个国家已签署，3个国际政府间组织（欧洲航天局、国际太空通讯组织和欧洲气象卫星开发组织）已声明接受该协议赋予的权利和义务。

## 基本内容
《营救协定》要求任何缔约国在得知航天器人员遇险后必须通知发射当局和联合国秘书长。
《营救协定》本质上规定，该协议的任何缔约国都必须提供一切可能的援助，以营救在该国境内着陆的航天器人员，无论是因为事故、遇险、紧急情况还是意外着陆。如果遇险发生在任何国家领土以外的地区，则有能力的任何缔约国应在必要时为搜救行动提供援助。

## 与《外层空间条约》的主要区别

### 有权获救的各方
1967 年的《外层空间条约》简单地规定，条约缔约国应向宇航员提供一切可能的援助。《外层空间条约》没有为“宇航员”一词提供定义，因此尚不清楚该规定是否适用于太空游客——显然没有接受过传统宇航员培训的人。
《营救协定》通过提及“航天器人员”（英語：personnel of a spacecraft）而不是“宇航员”，使问题更加明确。然而，这句话再次让人不确定太空飞行的随行人员——例如维珍银河航班上的游客——是否会被视为“航天器人员”的一部分。

### 空间物体回收补偿
如果空间物体或其部件降落在另一缔约国境内，该物体降落的国家必须（根据发射当局的要求）回收该空间物体并将其归还给发射当局。《营救协定》规定，发射国必须补偿该国回收和归还太空物体所产生的费用。

## 太空救援
在起草该条约时，由于即使是最先进的太空计划的发射能力也有限，拯救太空旅行者的前景不太可能，但此后它变得更加可信。例如，和平号空间站和后来的国际空间站都各自维护着对接的俄罗斯联盟号飞船，在轨道上发生紧急情况时用作逃生机制；在某些情况下，这艘船也可能能够协助救援。
哥伦比亚号航天飞机灾难导致人们对在轨救援的态度发生重大转变，此后美国航天局采取措施准备STS-3xx或按需发射任务，以便在某些情况下提供救援。然而，这种能力在太空梭計劃的剩余时间内从未得到运用。

## 批评
《营救协定》因含糊不清而受到批评，特别是在谁有权被救援的定义以及航天器及其组成部分的定义方面。
协议中也没有提及救援任务的费用负担。《营救协定》确实规定，发射国必须承担回收坠入另一国领土的航天器的费用。不过，该协议没有提及营救宇航员的费用。